# Illa Gran de Beguitxev

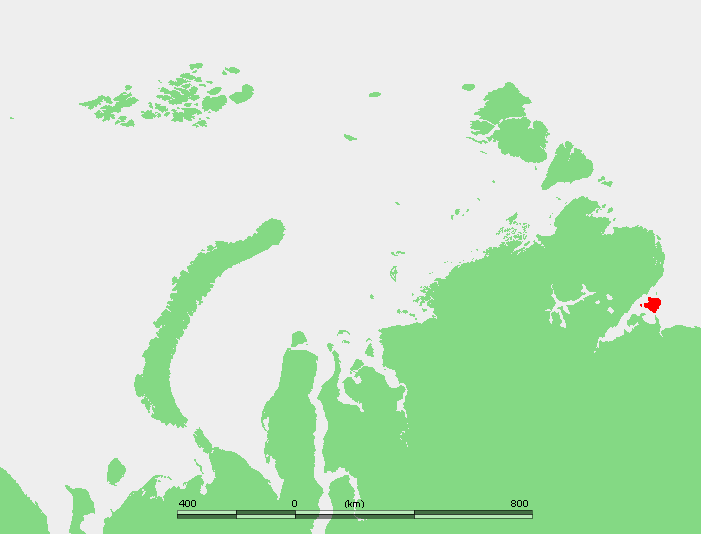
En roig, situació de l'illa Gran de Beguitxev al Golf de Khatanga

L'Illa Gran de Beguitxev (iacut: Бегичев Улахан арыыта; rus: Большо́й Бе́гичев, Bolxoi Béguitxev) és una illa del Mar de Làptev, a Rússia.

## Geografia
La seva superfície és de 1764 km². L'Illa Gran de Beguitxev es troba dins del Golf de Khatanga (rus: Хатангский залив), dividint aquest golf en dos estrets.

### Illes adjacent
- Illa Petita de Beguitxev

De només 15 km² 
- Preobrajenia

Al nord de l'Illa Gran de Beguitxev.
|  |

## Història
Està situada a les coordenades de 74°32’.00 N, 112°02’.00 E.
Va ser descoberta per Nikífor Béguitxev